# Louis Bruens
Louis Bruens est un écrivain, historien d'art, conférencier et photographe belgo-québécois né à Bruxelles le 1er avril 1928.
Il a présidé l'Académie Internationale des Beaux-Arts du Québec jusqu'à la fin de sa vie, soit de 2005 à 2013. Membre, durant de longues années, de l'Union des écrivaines et des écrivains québécois. Il est décédé le 12 mai 2013 après la tenue du gala ACADEMIA XXI.

## Biographie
Louis Bruens est né à Bruxelles en Belgique.  Il est agréé comme photographe professionnel aux Laboratoires Gevaert en 1953, 
En 1956, il émigre au Canada et devient courtier en art, scripteur et comédien. Il travaille à la Société Radio-Canada,,,,,. 
C'est  en 1956 qu'il émigre au Québec et sa famille quittera la Belgique, le 30 juin 1956 pour le rejoindre.  Engagé comme technicien en laboratoire, il partira à son propre compte dès que sa femme lui ait apporté ses appareils et instruments photographiques dans sa malle. Cette profession l'amènera à travailler à Radio-Canada. À la suite de la grève de Radio-Canada, il travaillera  tour à tour, comme vendeur de lait en poudre et machine à lait, marchand de tableau pour la galerie El Greco puis  fait la connaissance de Madame Lucienne Lange et  son mari, de la Galerie l'Art français, sur la rue Laurier, à Montréal, qui expose aussi des artistes québécois. Jean-Pierre Valentin achète la galerie qui déménage rue Sherbrooke en 1986. Elle devient la Galerie Valentin, en 1992. Louis Bruens parcourt la province de l'Abitibi jusqu'en Gaspésie, et de l'Estrie au Témiscamingue. Il retourne en Belgique et revient avec des toiles d'artistes européens.Louis Bruens, a importé à Boucherville, Québec, un sarcophage de l'époque ptolémaïque - Dynastie des Ptolémées. On retrouve cette tombe égyptienne, en 2014, au Musée des beaux-arts de Montréal. Il se lance dans la vente de fonds mutuels chez United Funds Ltd qui le propulsera en Allemagne où il devient directeur de B.I.F. (British International Finance). La société ferme ses portes  et Louis Bruens se voit obligé de retourner au Canada. Il trouvera un poste d'inspection et la surveillance des magasins Miracle Mart à Longueuil  (famille Steinberg). Il rencontre l'artiste Solange ST-PIERRE qui peint devant la galerie Muriel Millard qui le reconnait du milieu de Radio-Canada et  grâce à qui, il accède au poste gérant de galeries.  Aussitôt,il devient   l'agent de Solange St-Pierre, et écrira de concert avec elle : ' Le Prince du Cosmos', il  ouvre sa  propre galerie Frédéric à Montréal, mais se voit obliger de la fermer quelques mois plus tard. En 1978, il  écrit son premier livre 'Investir dans les œuvres d'art (éditions François L. de Martigny, Montréal). Il donne des conférences sur le marché de l'Art  dans plusieurs coins du Québec du Québec
. S'associant à Monsieur Denis Beauchamps, il parviendra à  organiser des expositions et grâce à lui, peut définitivement  ancrer son pied dans le marché de l'Art.    Max Stern fondateur de la Galerie Dominion, rue Sherbrooke à Montréal. Louis Bruens considère le Dr Stern comme un véritable mentor.    
Dans les années 1960, Il a fondé le Centre d'Art de Boucherville, la bibliothèque de Boucherville et le premier Club de Judo de Boucherville galeriste, communicateur, cet homme-orchestre a écrit 15 livres d'art, réalisé et produit un long métrage diffusé en 1989,par la Société Radio-Canada pendant 5 ans. Il cofonde, en 2005, avec son épouse Caroline, qui partage sa vie depuis 1988, l'Académie Internationale des Beaux-Arts du Québec. Il reçoit la médaille de l'Assemblée nationale du Québec en 2009.
Louis Bruens était marié en premières noces avec Dame Raymonde Bruens, née DURÉ, qui lui a donné 8 enfants:Jean-Marie, Anne-Marie, Claudine, Chantal, Martine,Danielle, Brigitte, Frédéric, et  sera donc grand-père de 22 petits-enfants et arrière-grand-père de 20.Il vécut conjointement avec Solange St-Pierre pendant dix ans, jusqu'à la fin des années 80. 
Louis Bruens  est décédé d'un infarctus, le 12 mai 2013, à Drummondville, immédiatement après la tenue du Gala Academia XXI- 2013. Pour écouter le vidéo de son dernier discours . Il a vécu 25 ans avec son épouse Caroline Bruens, née Carole Leroux, à Montréal et à Sainte-Agathe-des-Monts de 1988 jusqu'au jour de son décès.

## Publications
- Investir dans les œuvres d'art No 1[20]
- Investir dans les œuvres d'art No2[21]
- Les Dessus et les Dessous du marché de l'art[22]
- Le Guide B.L. de la peinture[23]
- 30 peintres figuratifs du Québec[24]
- 52 couleurs du Québec – 52 peintres[25]
- Investir dans les œuvres d'art #3[26]
- 92 Transparences[27]
- 200 Visions nouvelles – de peintres québécois[28]
- Monographie Bruno Côté – de peintres québécois[29]
- 106 professionnels de la peinture – de peintres québécois[30]
- Le Monde de Charles Carson[31]
- Qui donc est Missakian ?[32]
- Peinture, culture et réalités québécoise[33]
- Les Secrets du Marché de la peinture[34]
- Humour, couleur... et verbe -[35]

## Films
- Faut êtr'fou pour peindre dehors![36]

## Honneurs
- 2009 - Médaille de l'Assemblée nationale du Québec[19] — Ville de Montréal – Musée des beaux-arts de Montréal, médaille remise par les députés Claude Cousineau du comté de Bertrand et Maka Kotto, du comté de Bourget[37].